# Seleção de Futebol do Panjabe
A Seleção de Futebol do Panjabe é uma seleção de futebol representativa formada em 2014 no Reino Unido para representar a diáspora Punjabi, distribuída pelo Paquistão, Afeganistão e Índia. A equipe é governada pela Associação de Futebol do Panjabe.

## Antecedentes
A Associação de Futebol do Panjabe foi fundada em 2014 com o objetivo principal de estabelecer uma equipe para representar a comunidade do Panjabe em todo o mundo. A região do Panjabe é uma área que se estende por partes do leste do Paquistão e do norte da Índia, e a associação se alinhou dentro dos limites dessa área, representada pelo Império Sikh sob Maharaja Ranjit Singh no século XIX. Para este fim, a associação solicitou a filiação à Confederação de Futebol de Associações Independentes (ConIFA), um órgão internacional destinado a permitir que nações, estados não reconhecidos, minorias, pessoas sem pátria e outras pessoas inelegíveis participem da FIFA no futebol internacional competitivo. A Panjab FA juntou-se à ConIFA em 7 de abril de 2014.
Após o estabelecimento da associação e a confirmação de sua participação na ConIFA, uma série de testes foi realizada para selecionar a seleção inicial de seleção. O primeiro deles ocorreu em dezembro de 2014, com testes subseqüentes em 2015. Em 22 de dezembro de 2014, o primeiro jogo organizado pela FA Panjab viu uma equipe de trialistas enfrentar a Seleção nacional B de Sealand, na qual o Panjab XI venceu por 4–1.
No início de 2015, a associação continuou o desenvolvimento de suas estruturas, com o recrutamento de treinadores e olheiros, e a primeira sessão completa de treinamento do time nacional inicial. Em maio de 2015, foi anunciado que a equipe participaria de seus primeiros jogos internacionais completos quando fosse convidada a participar da Niamh Challenge Cup na Ilha de Man, um torneio de quatro equipes que não apenas forneceria a primeira oposição internacional para a equipe, mas também fornecer uma rota para se qualificar para a Copa Mundial de Futebol ConIFA de 2016. A equipe também deveria participar de um segundo torneio amigável, a Benedikt Fontana Cup, realizado na Récia, e que daria uma segunda oportunidade para se classificar para o CMF. No entanto, eles se retiraram do torneio para serem substituídos pelo Arquipélago de Chagos. A equipe competiu na Copa Mundial de Futebol ConIFA de 2016.

## Copa do Mundo ConIFA de 2016
O Panjabe foi selecionado como um dos doze participantes da Copa do Mundo ConIFA de 2016, em janeiro de 2016. No sorteio subsequente, o time foi colocado no Grupo D, junto com a Lapônia e a Somalilândia. A equipe terminou no topo do grupo, antes de jogar com a Armênia Ocidental nas quartas-de-final, e a Padânia na semifinal. A vitória os viu enfrentar os anfitriões, a Abecásia na final, onde liderou até aos 88 minutos antes de perder nos pênaltis.

## Copa do Mundo ConIFA de 2018
A equipe também competiu na Copa do Mundo ConIFA de 2018, administrada por Reuben Hazell. Após se classificar em segundo lugar no seu grupo, Panjabe foi eliminado logo nas Quartas de Final para a Seleção da Padânia, que viria a ser a Terceiro Lugar naquela edição do campeonato.